# VII Liceum Ogólnokształcące w Tarnowie
VII Liceum Ogólnokształcące w Tarnowie – szkoła ponadpodstawowa w Tarnowie.
Początki VII Liceum Ogólnokształcącego sięgają 1890 roku, kiedy funkcjonowała Szkoła Przemysłowa Uzupełniająca im. M. Kopernika w Tarnowie, której dyrektorami byli m.in. Roman Vimpeller (1881–1884) i Hipolit Parasiewicz (1890–1903).
Od 1992 w strukturze organizacyjnej zespołu szkół funkcjonowały klasy liceum ogólnokształcącego. W 2002 roku szkole nazwę VII Liceum Ogólnokształcące w Tarnowie, jak i strukturę.

## Profile nauczania:
Obecne:
- rozszerzona historia, język polski, język angielski (od 2012)
- rozszerzona biologia, język angielski, język polski (od 2018)
- rozszerzona geografia, matematyka, język angielski (od 2012)

W przeszłości:
- rozszerzony język polski, historia, łacina (2002-2014)
- rozszerzony język angielski, język polski (2002-2014)
- rozszerzona matematyka, informatyka (2002-2014)
- rozszerzona biologia, chemia, łacina (2002-2014)
- rozszerzona matematyka, fizyka, informatyka (2012-2017)
- rozszerzony język angielski, matematyka (2008-2014)
- rozszerzony język polski, historia, WOS (2014-2017)
- rozszerzony język polski, język angielski, WOS (2015-2018)
- rozszerzony język niemiecki, język polski (2002-2014)
- rozszerzona matematyka, język angielski, fizyka (2013-2016)

## Patron szkoły:
Od roku szkolnego 2025/2026 Patronem szkoły zostanie Stanisław Staszic.